# Stor-Finnvågen
Stor-Finnvågen är en sjö i Strömsunds kommun i Jämtland och ingår i Indalsälvens huvudavrinningsområde. Sjön har en area på 0,0989 kvadratkilometer och ligger 437,8 meter över havet.

## Delavrinningsområde
Stor-Finnvågen ingår i det delavrinningsområde (709902-146393) som SMHI kallar för Mynnar i Öjarssjön. Medelhöjden är 452 meter över havet och ytan är 10,15 kvadratkilometer. Det finns ett avrinningsområde uppströms, och räknas det in blir den ackumulerade arean 27,74 kvadratkilometer. Vattendraget som avvattnar avrinningsområdet har biflödesordning 4, vilket innebär att vattnet flödar genom totalt 4 vattendrag innan det når havet efter 265 kilometer. Avrinningsområdet består mestadels av skog (47 procent) och sankmarker (45 procent). Avrinningsområdet har 0,1 kvadratkilometer vattenytor vilket ger det en sjöprocent på 1 procent.